# Ignatius Desiderius von Peutingen
Ignatius Desiderius von Peutingen (* 12. März 1641 in Augsburg; † 18. Oktober 1718 in Ellwangen) war Stiftsdekan in Ellwangen (Jagst) und Gründer des Ellwanger Jesuitenkollegiums.

## Leben

Hauptportal des ehemaligen Jesuitenkollegiums mit dem Wappen von Peutingen

Ignatius von Peutingen kam schon mit acht Jahren nach Rom, wo er aufwuchs und Theologie, Philosophie und Rechtswissenschaft studierte. Nach dem Studium wurden ihm am 9. November 1666 in Ellwangen Stiftsherrenpfründe übertragen. Wegen seiner hervorragenden Fähigkeiten standen ihm in Ellwangen alle Türen offen, so wurde er 1677 durch Fürstpropst Johann Christoph Adelmann von Adelmannsfelden zum Scholastikus ernannt, und 1697 schließlich zum Stiftsdekan ernannt. Zudem war Peutingen Statthalter von Fürstpropst Franz Ludwig von der Pfalz (1694–1732). Ignatius von Peutigen war der Stifter des Ellwanger Jesuitenkollegiums, die Ellwanger Jesuiten setzte er als Alleinerben ein. Am 18. Oktober 1718 verstarb er und wurde in der Liebfrauenkapelle der Basilika St. Vitus beigesetzt, wo heute noch ein prächtiges Grabmal an der Nordwand an ihn erinnert. Durch seinen Nachlass konnte in den Jahren 1720 bis 1722 das prächtige Kollegiumsgebäude (heute Staatsanwaltschaft) gebaut werden. Die Entwürfe dazu lieferten die Jesuitenpatres Amrhein und Guldimann. In den Jahren 1722 bis 1723 wurden dann ebenfalls aus Peutingens Nachlass das Gymnasium (heute Schwurgericht) und 1724 bis 1728 die Kollegiumskirche (heute evangelische Stadtkirche) erbaut. Nach Auflösung des Jesuiten-Ordens von 1773 bis 1802 wurde das Kollegium als fürstpröpstliches Collegium Ignatianum weitergeführt, bis dann schließlich von 1803 bis 1815 die Gebäude als Kaserne für Württembergische Truppen genutzt wurden. Von 1818 bis 1963 war darin das Peutinger-Gymnasium untergebracht.

## Wappen
Das Wappen zeigt ein blaues Schild mit drei silbernen Pilgermuscheln und übereinander belegter roter Schrägrechtsbalken. Der gekrönte Spangenhelm mit blausilberner Decke trägt als Kleinod einen aus der Helmkrone wachsenden, bärtigen, blaugekleideten Mannsrumpf mit straußenfederbestecktem blauem Spitzhut, dessen rote Stulpe mit den drei silbernen Pilgermuscheln belegt ist.
Dieses Wappen ziert auch das Grabmal Peutingens in der Liebfrauenkapelle, wo er neben Pater Philipp beerdigt ist. Zudem ist es im Eingangsbereich des auf das Jesuitenkolleg zurückgehenden Peutingergymnasiums (alter Bau neben der Evangelischen Stadtkirche) zu sehen.
An diesen Stellen ist das Wappen zwar al fresco bemalt, später aber durch Unkenntnis eines Restaurators verdorben worden, so dass das Wappen in Ellwangen in richtiger farbiger Darstellung nirgends erhalten werden konnte.